# لوکاچوکای (آریزونا)
لوکاچوکای (به انگلیسی: Lukachukai) یک منطقهٔ مسکونی در ایالات متحده آمریکا است که در شهرستان آپاچی، آریزونا واقع شده‌است. لوکاچوکای ۵۷٫۰۳ کیلومتر مربع مساحت و ۵٬۴۷۶ نفر جمعیت دارد و ۱٬۹۹۶٫۴۶ متر بالاتر از سطح دریا واقع شده‌است.